# Ризнице у Делфима
Ризнице у Делфима подизане су попут оне у Олимпији и многим другим грчким градовима, као оставе за чување драгоцености и других заветних дарова богу Аполону, којим су Грци исказивали не само поштовање према митском божанству већ и своју моћ, богатство и славу. Грађене су од 6. до 4. века п. н. е. најчешће у облику малог храма „in antis” са по два стуба на прочељу између зидова анта. Има их неидентификованих. Неке, попут Тебе, Потидеје и Коринта, грађене су без стубова на прочељу, а међу значајнијим су ризнице Сикиоњана, Сифнијаца и Атињана.

### Заветни дарови као разлог за изградњу ризница
Веровање Грка, да све добро долази од богова, родило је осећање дужности, да им се у свему, што човек има, да део; па тако су се по светилиштима гомилали свакакви заветни дарови, почев од дела најплеменитије уметности па до најједноставнијих, често сиромашних предмета. По том веровању сваки молилац који је долазио у Делфско пророчиште морао је да приложи, једну врсту надокнаде, а осим тога је редовно доносио са собом и заветне дарове. Тко се на најпризнатијем богослужбеним месту, као што су то били Делфи накупило толико, да их храм није могао обухватити, па су стога поједине државе за њих градиле посебне ризнице унутар светилишта.
Како се временом у ризницама у Делфском светилишту нагомилало много кипова. Према Плинију Старијем, након Неронове и других пљачки остало још око три хиљаде кипова, тако да је тешко замислити како је изгледао простор светилишта у пуном сјају.

## Ризница Сикиоњана
Ризница Сикиоњана грађена је у дорском стилу са два стуба „in antis” на југоисточном прочељу. Њена градња датирана је око 500. године п. н.е када је олигархијска странка срушила тиране у Сикиону. 
Код откопавања ризнице откривени су остаци две старије грађевине које су такође подигли становници Сикиона. 
- За прву је утврђено да је била кружног облика, пречника 6,32 m са 13 дорских стубова уоколо. Подсећала је на грађевину Толос у светилишту Атине Проније. Подигнута је око 580. године п. н. е.
- Друга грађевина имала је правоугаони облик, око 4,20 х 5,50 m без целе, са кровом који су носили дорски стубови. Изнад архитрава текао је метопски фриз, од којега је пронађено свега пет оштећених метопа, данас изложених у Музеју у Делфима. Према једној хипотези, она је чувала кочију Клистена, тиранина Сикиона, који је победио у такмичењу кочија на Првим Питијским играма, одржаним 582. године п. н. е.

## Ризница Сифнијанаца
Ризница Сифнијаца била је архитектонски драгуљ Делфа. Саградили су је око 525. године п. н. е. становници отока Сифнос у Егејском мору, богатог рудницима злата и сребра. Ризница се налазила уз леву страну пута, уз ризницу Сикиоњана, окренута прочељем на запад. То је била мала грађевина типа „templum in antis“, и уместо стубова, две каријатиде прочеља носиле су архитрав. 
Скулптуром забата и рељефним украсима фриза, допринела је да целокупни утисак посетилаца буде што снажнији. По наведеним одликама, грађевина је наговјештавала јонски стил, који ће своје најлепше примерке изразити век после у храмовима Ерехтејон и Нике Аптерос на атинском Акропољу. На источном забату ризнице приказане су свађе између Херакла и Аполона за делфијска троножац обликоване у високом рељефу. Украсне скулптуре са западног забата нису сачуване. Рељеф фриза пружао се у континуитету око целе фасаде грађевине, у дужини 29,63 м и био је оивичен тракама киматион орнамента. На источној страни приказане су борбе из Тројанског рата, а западну страну украшавали су призори из легенде о Парису. Северни део фриза представља гигантомахију, док јужни део приказује тренутке како Диоскури отимају Леукипове ћерке. Стилска карактеристика тих рељефа је архајска наивност, са много полихромије.

## Ризница Атињана
Ризница Атињана уз ризницу Сифнијанаца спада, у најважније заветне дарове у Делфима. Подигнута је између 505. и 500. године п. н. е. Има и мишљења да је саграђена после битке код Маратона 490. године пне, што је прихватљивије. Једина је ризница која се може видети на свом месту, поново подигнута средствима атинске општине, од 1903. до 1906. године. 
Грађена је у дорском стилу од парског мермера, у облику храма са антама и два стуб на прочељу. Величине је 9,68 х 6,21 м. Изнад архитрава смењују се триглифа и метопе. Фриз се пружа на укупно 30 метопе. На фасадној страни прочеља шест метопе украшено је призорима амазономахије. Херојска Тезејева дела приказана су на девет метопе на јужној страни. Хераклова дела на девет метопе красила су северну страну и шест метопа западну страну ризнице. 
У музеју су изложене 24 метопе, а на обновљеном споменику постављене су гипсане копије. Фигуре Тезеја и Пиритоја краља Лапите налазиле су се на источном забату, а приказ сцена рата са средишњом фигуром Херакла на западном. Ризница Сиракужана налазила се у близини атинске, али с друге стране пута. Саграђена је након атинског пораза у походу на Сицилију 413. године пне, у дорском стилу. Фриз је украшавао ризницу само на прочељу.
Изабрано место преко пута атинске ризнице требало је указивати на важну победу изборену над Атињанима. Ризница Книђана откривена у темељима североисточно од ризнице Сиракужана. Подигнута је као мали "темплум ин антис" у јонском стилу у другој половини 6 века п. н. е. Пронађени су неки уломци архитектонских скулптуралних украса. Североисточније од те ризнице су темељи Ризнице Клазомењана истог тлоцрта. Булеутерион, до ризнице Атињана налазе се темељи издужене правоугаоне грађевине која је служила као виећница у Делфима. Североисточније од Булеутериона видљива је стена (отпала давно с Федријаде) за коју се тврдило да је некада на њој стајала и изговарала своја пророчанства прва жена пророчица Херофила звана Сибила. Сматра се да није рођена у Делфима. Испред трема је Свети пут проширен у кружни простор који су Грци звали Халос (Гумно). На том су месту извођене обредне драме у време Питијских свечаности. Око тога простора уочава се много база, о чијој намени говоре њихови натписи.

## Ризница Коринћана
Ризница Коринћана је била подигнута са друге стране (преко пута трема), коју је саградио тиранин Кипсел (657—628. године п. н. е). Сматра се да је то била најстарија ризница у Делфима, са једноставним издуженим тлоцртом, и улазом на јужној страни.
Након разарања Аполоновог храма 548. године п. н. е., сви вредни спасени заветни дарови били су складиштени у тој ризници; међу којима су били престо краља Миде и шест златних кратера, жртвеник Хиоса, свети пут који се завршавао пред Аполоновим храмом. На простору са источне стране био је постављен олтар, заветни дар становника острва Хиоса, у облику великог жртвеника, димензије 8,60 х 5,10 м, посвећен Аполону делфијском, из 5. века п. н. е.
Насупрот олтару, али на нешто нижем нивоу, стајао Платејски троножац, један од најважнијих споменика у Делфима. Настао је као дар Грка након њихове победе код Платеје над Персијанцима 479. године п. н. е. Стуб се састојао од три испреплетене бронзане змије, на чијем је врху стајао златни котао. На змијама су били исписана имена  31 града, који су се у наведеној бици борили против Персијанаца. Стуб са змијама пренео је цар Константин у Константинопољ. Сачуван је и може се видети на Тргу Мејдани у данашњем Истанбулу. Уз базу Платејског троножац, са источне стране, откривена је велика основа на којој су стајала златна кола сунца која су даровали Рођани. 
Споменик Емилија Пула, други високи стуб налазио се на нижој тераси, испред југоисточног дела храма, а носио је кип римског генерала Емилија Паула, победника над македонским краљем Перзејом у бици код Пидне 168. године п. н. е. Рељефи стуба изложени су у музеју у Делфима. 
Споменик Тарентинаца, стајао је са западне стране споменика платејске битке, као дар Тарентинаца, и део плена одузетог варварским народима Пеуктејцима и Јапигима, настањенима у близини Тарента у јужној Италији.